# Pic Eccles
Le pic Eccles est un sommet d'Italie, en Vallée d'Aoste, culminant à 4 041 m d'altitude dans le massif du Mont-Blanc.

## Toponymie
Le sommet est nommé en l'honneur de l'alpiniste et géologue anglais James Eccles.

## Géographie
Il est situé à la base de l'arête de l'Innomée qui monte au mont Blanc. Il se trouve au sommet de la crête rocheuse sud-nord qui sépare le glacier du Brouillard à l'ouest et le glacier du Frêney à l'est, et qui passe par l'aiguille Croux et la pointe Innomée. Il se situe également à la base de l'arête de l'Innomée, qui monte au mont Blanc de Courmayeur, et dont il est séparé par le col Eccles (4 021 m).
Il ne fait pas partie de la liste officielle des sommets des Alpes de plus de 4 000 mètres d'altitude, sa hauteur de culminance par rapport au col Eccles étant de 20 mètres, mais l'alpiniste et écrivain Richard Goedeke juge qu'il devrait en faire partie d'après les critères subjectifs définis par l'Union internationale des associations d'alpinisme.
En contrebas du sommet, vers 3 850 m se trouve le bivouac Eccles.

## Histoire
Il a probablement été gravi pour la première fois le 31 août 1874 par J. G. A. Marshal avec ses guides Johann Fisher et Ulrich Almer, lors d'une tentative vers le mont Blanc. À la redescente, la cordée tomba dans une crevasse sur le glacier du Brouillard, Marshal et Fischer mourant sur le coup ; Ulrich Almer (fils du célèbre guide Christian Almer), évanoui mais indemne, réussit à sortir de la crevasse et à rejoindre Courmayeur,. La première certaine a été faite les 30 et 31 juillet par James Eccles avec Alphonse et Michel-Clément Payot lors de la première ascension du versant sud du mont Blanc (par l'arête de Peuterey).